# Elenalina
L'elenalina è un lattone sesquiterpenico che si ritrova nell'Arnica montana e nell'Arnica chamissonis foliosa. L'elenalina è un composto altamente tossico e soprattutto i tessuti epatici e linfatici sono vulnerabili ai suoi effetti. Si ritiene che sia responsabile della tossicità e dell'irritazione a carico della pelle associato all'arnica. Se una quantità sufficiente della pianta viene ingerita, l'elenalina produce gravi effetti gastroenterici ed emorragia interna del tratto digestivo. 
L'elenalina ha una varietà di effetti farmacologici osservati in vitro, comprese attività antinfiammatorie ed antitumorali.
L'elenalina ha dimostrato di inibire selettivamente il fattore di trascrizione NF-κB, che svolge un ruolo chiave nella regolazione della risposta immunitaria. In vitro si è dimostrata anche un potente e selettivo inibitore della telomerasi umana e questo può in parte spiegare i suoi effetti antitumorali. Possiede anche attività antitripanosomica ed è tossico per Plasmodium falciparum. 